# Lepthyphantes pratorum
Lepthyphantes pratorum là một loài nhện trong họ Linyphiidae.
Loài này thuộc chi Lepthyphantes. Lepthyphantes pratorum được Lodovico di Caporiacco miêu tả năm 1935.